# Rhododendron racemosum
Rhododendron racemosum ist eine Pflanzenart aus der Gattung der Rhododendren (Rhododendron) in der Familie der Heidekrautgewächse (Ericaceae). Sie ist im südlichen China heimisch.

## Beschreibung

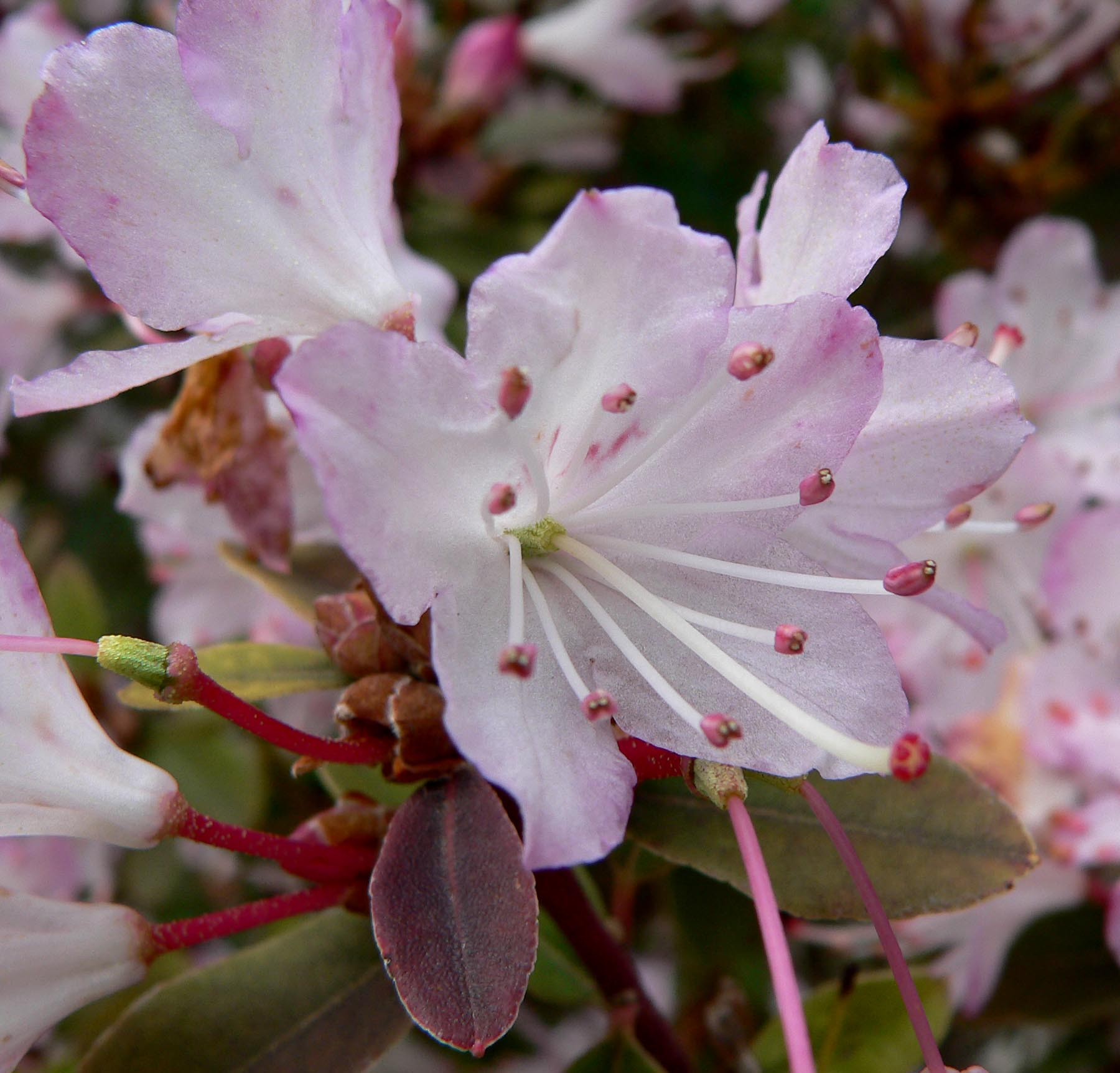
Nahaufnahme einer fünfzähligen Blüte

### Erscheinungsbild und Laubblatt
Rhododendron racemosum wächst als immergrüner reichverzweigter, kleiner Strauch, der Wuchshöhen von 0,15 bis 2 Metern erreichen kann. Die kurzen, dünnen Zweige besitzen anfangs eine braune, drüsig beschuppte und später kahle bis etwas samtig behaarte (Indument) Rinde.
Die wechselständig an den Zweigen angeordneten Laubblätter sind in Blattstiel und Blattspreite gegliedert. Der schuppige Blattstiel ist mit einer Länge von 2 bis 4 Millimetern relativ kurz. Die einfache und duftende Blattspreite ist mit einer Länge von 1,5 bis 4 Zentimetern und einer Breite von 0,8 bis 1,8 Zentimetern länglich bis elliptisch mit gerundeter oder keilförmiger Spreitenbasis und zugespitztem oder stumpfem oberen Ende, das bespitzt sein kann. Der Spreitenrand ist nach unten eingerollt. Die Blattoberseite ist dicht mit braunen Schuppen bedeckt und auf der grauweiße Blattunterseite ist nicht durchgehend mit mittelgroßen braunen Schuppen bedeckt, die weniger als ihr Durchmesser voneinander entfernt sind.

### Blütenstand und Blüte
Die Blütezeit erstreckt sich in China von März bis Mai. Der seiten- oder fast endständige Blütenstand enthält nur zwei oder drei Blüten. Die vielen sich dachziegelartig überlappenden Knospenschuppen sind haltbar und während der Anthese vorhanden. Der dichte beschuppte, dünne Blütenstiel ist 0,5 bis 1 Zentimeter lang.
Die zwittrigen Blüten sind radiärsymmetrisch und fünfzählig mit doppelter Blütenhülle. Die fünf beschuppten Kelchblätter sind zu einem scheibenförmigen Kelch verwachsen mit nur winzigen Kelchzähnen. Die fünf 0,9 bis 1,4 Zentimeter langen Kronblätter sind höchstens bis zur Hälfte ihrer Länge breit-trichterförmig verwachsen mit fünf ausgebreiteten Kronlappen. Die Kronblätter sind rosafarben bis violett und ihre Außenseite ist spärlich beschuppt. Die zehn freien, fertilen Staubblätter überragen die Blütenkrone. Die Staubfäden sind an ihrer Basis fein behaart. Der fünfkammerige Fruchtknoten ist dicht mit Schuppen bedeckt. Der aufrechte, kahle oder an der Basis fein behaarte Griffel ist länger als die Staubblätter.

### Frucht und Samen
Die schuppigen Kapselfrüchte sind bei der Reife mit einer Länge von 0,5 bis 1 Zentimetern zylindrisch. Die winzigen Samen sind ungeflügelt.

## Vorkommen
Das natürliche Verbreitungsgebiet von Rhododendron racemosum umfasst die südlichen chinesischen Provinzen nordwestliches Guizhou, südwestliches Sichuan sowie Yunnan.
Rhododendron racemosum gedeiht, meist dominierend, in Eichen- oder Kiefernwälder, sowie die Ränder von Tannenwäldern und Grasländern in Höhenlagen von meist 1500 bis 3500, selten bis zu 3800 Metern.

## Systematik
Die Erstbeschreibung von Rhododendron racemosum erfolgte 1886 durch Adrien René Franchet in Bulletin de la Société Botanique de France, Volume 33, Seite 235. Synonyme für Rhododendron racemosum Franch. sind Rhododendron crenatum H.Lév. und Rhododendron motsouense H.Lév. Das Typusmaterial mit der Sammelnummer Delavay 299 wurde durch Pierre Jean Marie Delavay auf dem Berg Tsang-chan gesammelt.
Rhododendron racemosum gehört zur Untersektion Rhodobotrys in der Untergattung Pseudorhodorastrum innerhalb der Gattung Rhododendron.
James Culler hatte 1980 die aus Yunnan beschriebene Rhododendron ×fittianum Balf. f. als eine Hybride von Rhododendron racemosum angesehen.